# Pierre Vayron
Pierre Vayron est un homme politique français né le 10 janvier 1752 à Vieillespesse (Cantal) et mort le 14 septembre 1825 à Vesoul (Haute-Saône).

## Biographie
Vicaire général de l'évêque constitutionnel du Cantal, il est député du Cantal de 1791 à 1792. Traduit devant le tribunal révolutionnaire le 25 germinal an II, il est acquitté et devient procureur syndic du district de Saint-Flour, puis maire de la ville en 1800.
Il finit inspecteur des impôts indirects à Vesoul. Il décède dans cette ville en 1825.